# Vojkovići (Czarnogóra)
Vojkovići (cyr. Војковићи) – wieś w Czarnogórze, w gminie Kolašin. W 2011 roku liczyła 70 mieszkańców.